# Сеидов, Нурыназар
Нурыназар Сеидов (1926 год, Байрам-Алийский район, Мервский округ, Марыйская область, Туркменская ССР — дата смерти неизвестна, Байрам-Алийский район, Марыйская область, Туркменская ССР) — старший чабан каракулеводческого совхоза «Уч-Аджи» Министерства внешней торговли СССР, Байрам-Алийский район, Марыйская область, Туркменская ССР. Герой Социалистического Труда (1948).

## Биография
Родился в 1926 году в крестьянской семье в одном из сельских населённых пунктов Мервского округа (на территории современного Байрамалинского этрапа).
Окончил местную начальную школу. Трудовую деятельность в годы Великой Отечественной войны. Помогал колхозникам выращивать овец. В послевоенные годы трудился старшим чабаном в совхозе «Уч-Аджи» Байрам-Алийского района с центром в селе Уч-Аджи (сегодня — Багтыярлык).
В 1947 году бригада чабанов под руководством Нурыназара Сеидова, обслуживая на начало года отару в 837 овцематок, сдала 92,9 % каракулевых смушек первого сорта от общего числа сданных смушек и в среднем по 105 ягнят к отбивке на каждые 112 овцематок. Указом Президиума Верховного Совета СССР от 15 сентября 1948 года удостоен звания Героя Социалистического Труда за «получение в 1947 году высокой продуктивности животноводства при выполнении колхозом обязательных поставок сельскохозяйственных продуктов и плана развития животноводства по всем видам скота» с вручением ордена Ленина и золотой медали «Серп и Молот».
Этим же Указом званием Героя Социалистического Труда были также награждены директор совхоза «Уч-Аджи» Александр Иванович Трапезников, управляющий первой фермой Юсуп Дусембаев,  управляющий третьей фермой Шалар Чарыев и чабаны Аллаяр Бердыев, Ходжа Нияз Бяшимов, Кочкар Рахмедов, Ахмедьяр Суликбаев.
Проживал в Байрам-Алинском районе Марыйской области. Дата смерти не установлена.